# Campionat d'escacs de Belarús
El campionat d'escacs de Belarús és el torneig d'escacs celebrat per determinar el campió nacional belarús. La competició es disputà fins al 1991 com a campionat de l'RSS de Belarús, i a partir de 1993 com a campionat de la Belarús independent.

## Quadre d'honor masculí

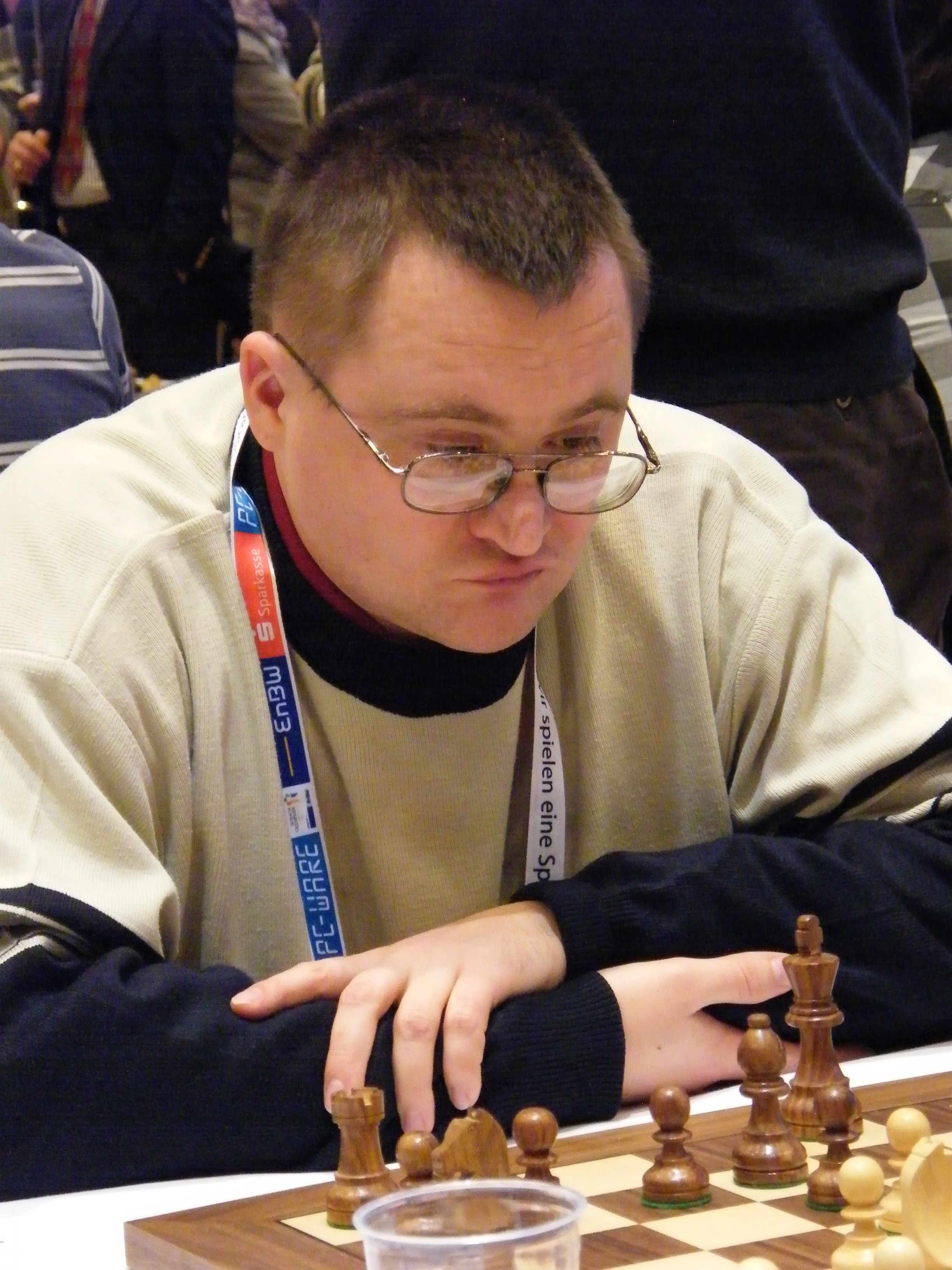
GM Aleksei Fiódorov, 5 cops campió.

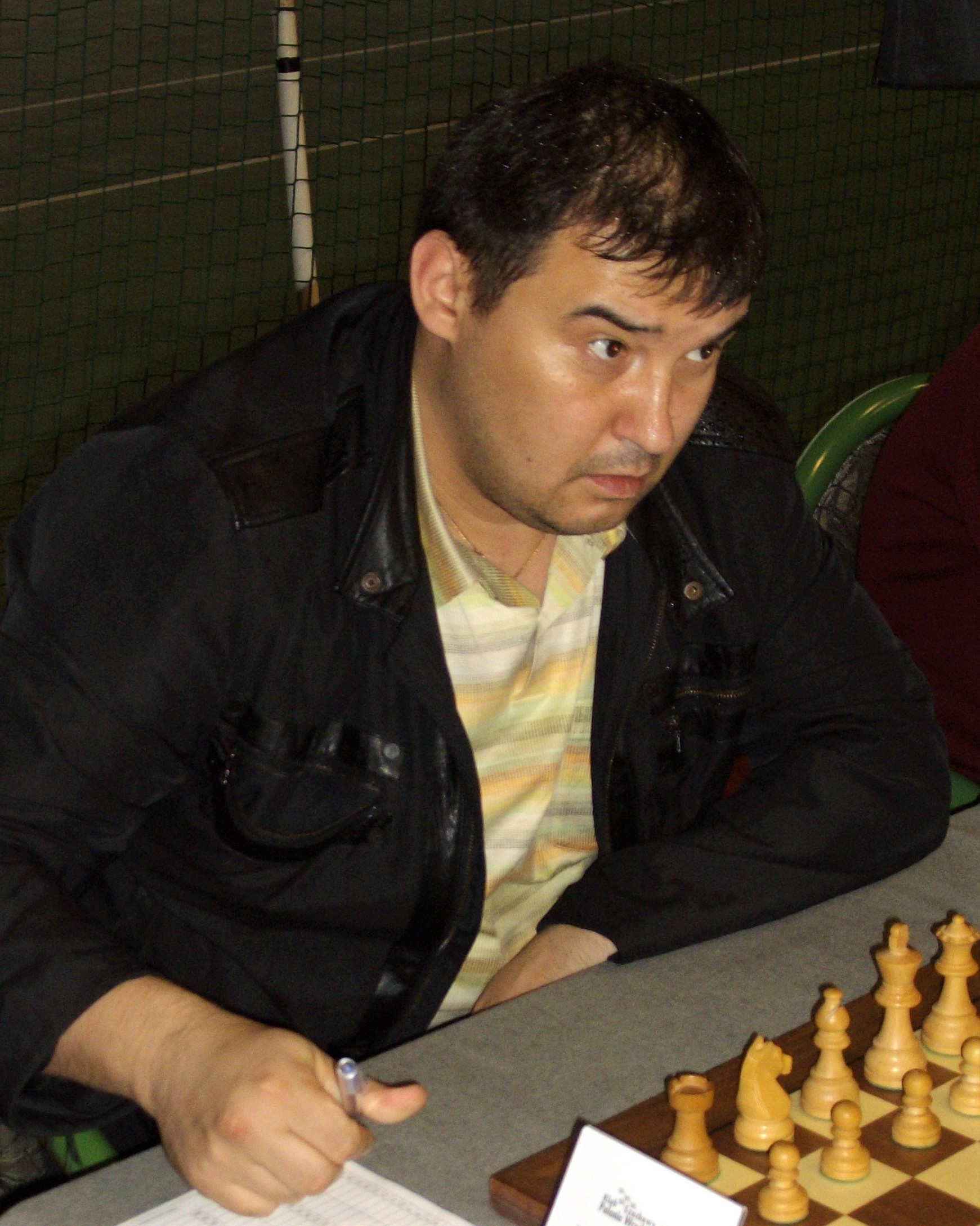
GM Aleksei Aleksàndrov, 4 cops campió.

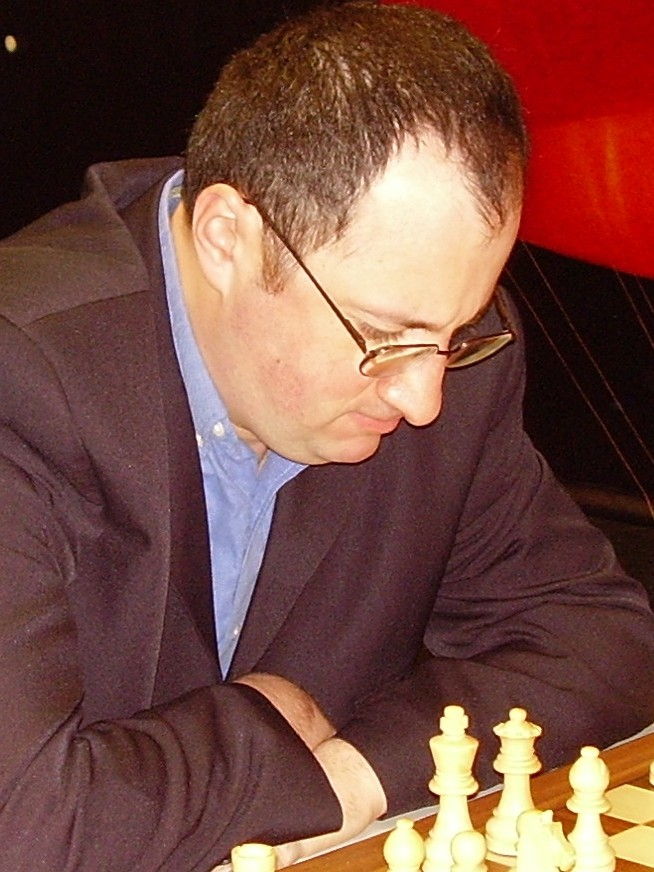
GM Borís Guélfand, 2 cops campió.

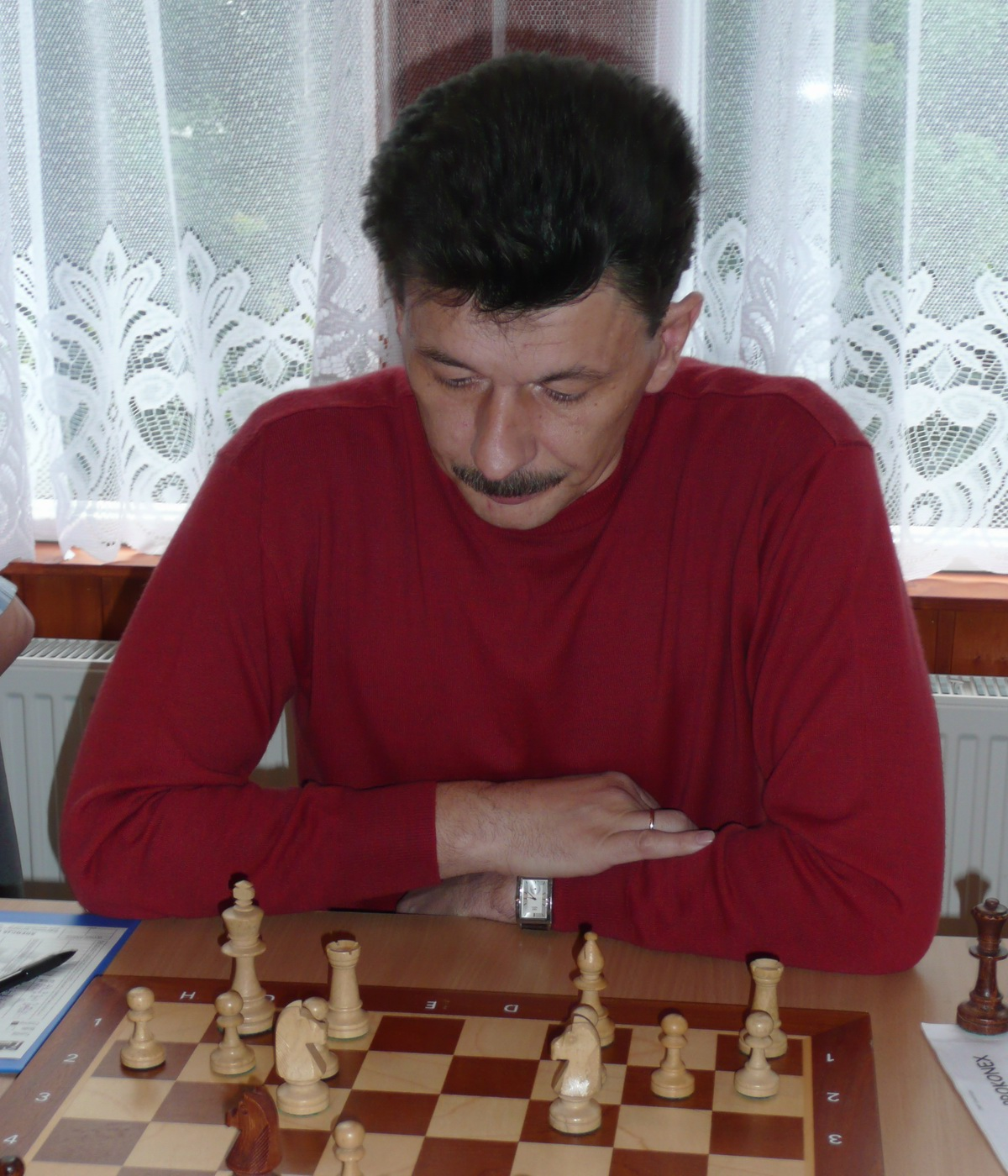
GM Andrei Kovalev, 1 cop campió.

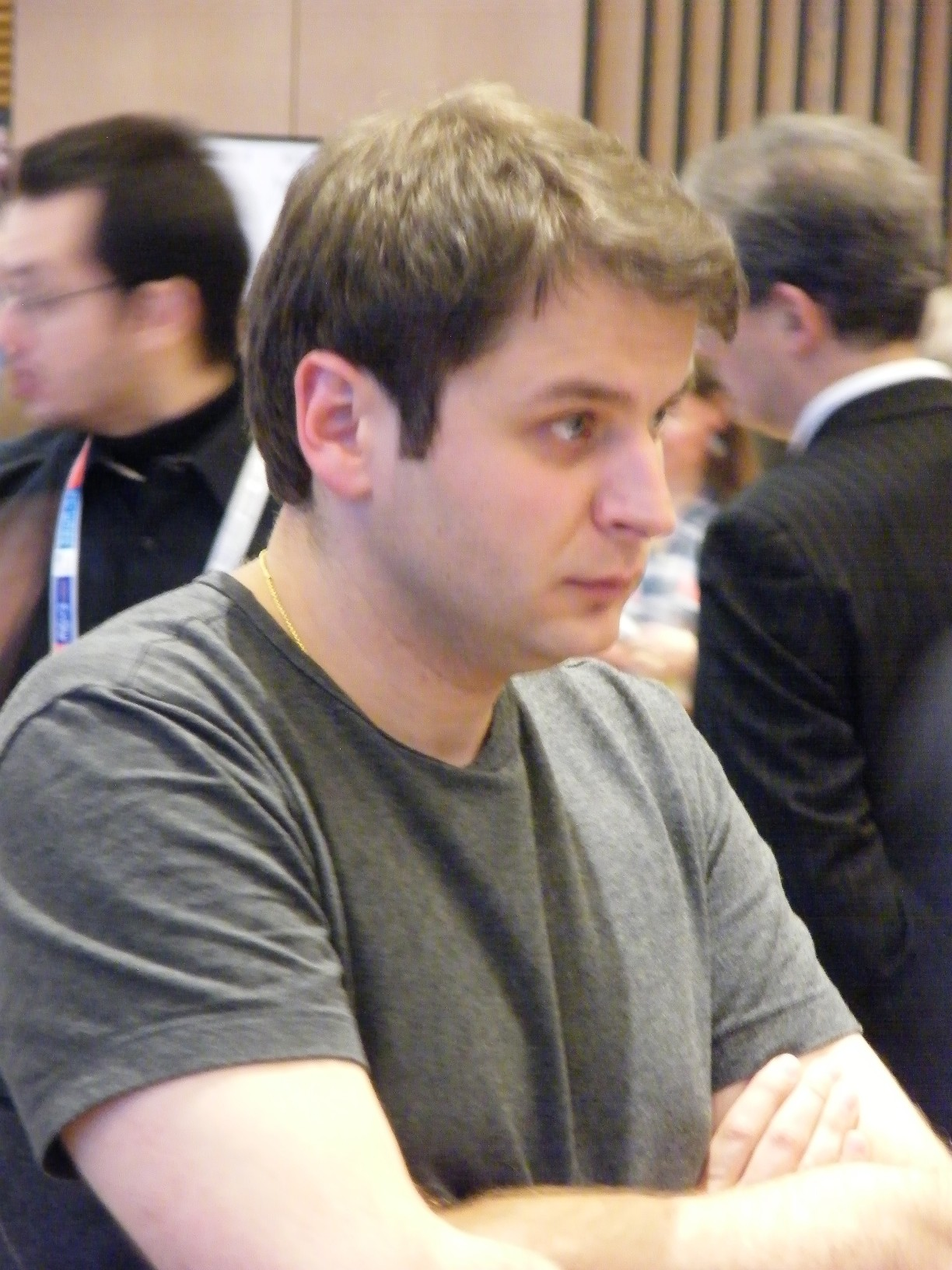
GM Yuri Shulman, 1 cop campió.